# Eriopyga lubrica
Eriopyga lubrica là một loài bướm đêm trong họ Noctuidae.